# Anthobiodes turcicus
Anthobiodes turcicus es una especie de coleóptero de la familia Chrysomelidae. Fue descrita científicamente por primera vez en 1975 por Medvede.